# Vidouville
Vidouville est une ancienne commune française du département de la Manche et de la région Normandie, devenue le 1er janvier 2016 une commune déléguée au sein de la commune nouvelle de Saint-Jean-d'Elle.
Elle est peuplée de 142 habitants.

## Géographie
La commune est à l'est du Pays saint-lois et limitrophe du Calvados. Son bourg est à 8 km à l'ouest de Caumont-l'Éventé, à 11 km au nord-est de Torigni-sur-Vire et à 16 km à l'est de Saint-Lô.
Le territoire est traversé d'est en ouest par la route départementale no 11 reliant Saint-Lô par Rouxeville et Saint-Jean-des-Baisants à l'ouest à Caumont-l'Éventé par La Vacquerie à l'est. Du bourg, on y accède par la D 213 qui se prolonge au nord vers Montrabot et qui au sud, après avoir croisé la D 11, mène à Lamberville. L'accès à l'A84 le plus aisé est à Guilberville (échangeur 40) par Torigni-sur-Vire à 18 km au sud vers Rennes et à Coulvain (échangeur 42) par Caumont-l'Éventé à 16 km au sud-est vers Caen.
Vidouville est dans le bassin de la Vire, par son sous-affluent la Drôme qui délimite le territoire à l'est (limite départementale). Deux de ses courts affluents parcourent le territoire communal :l'un borde le bourg à l'est, l'autre, le ruisseau de Parquet, marque la limite avec Lamberville au sud.

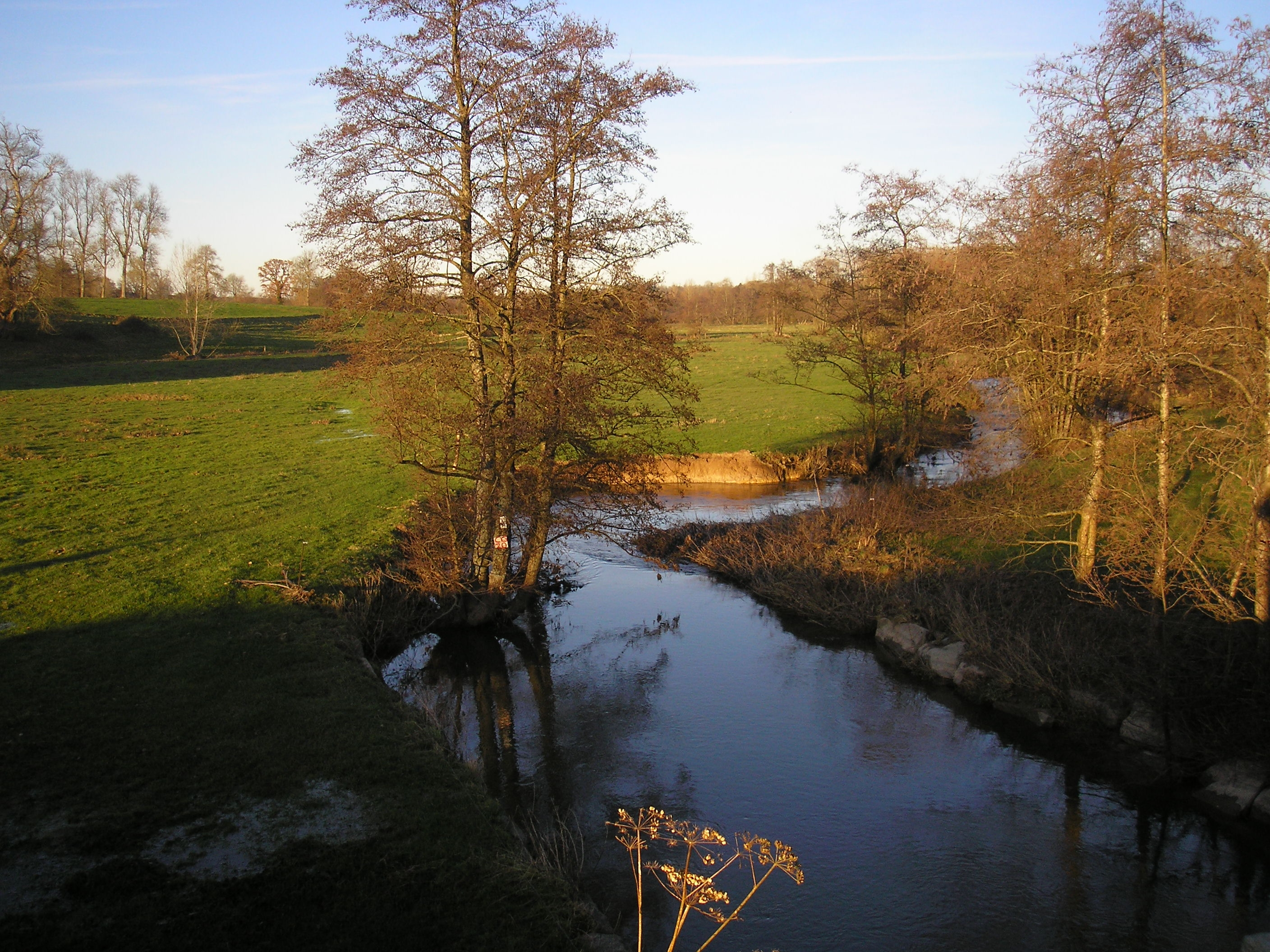
La Drôme entre Vidouville et La Vacquerie.

Le point culminant (192 m) se situe en limite nord-ouest, près du carrefour aux Bœufs. Le point le plus bas (77 / 79 m) correspond à la sortie de la Drôme du territoire, au nord-est. La commune est bocagère.
Le territoire communal regroupe plusieurs hameaux : Vidouville (le Bourg), le Bas de Vidouville, la Commune, les Orailles, les Grands Champs, le Carrefour Halley, le Pont Youf, la Bigotière, la Hogue, le Bouquet, le Château, le Biot, le Mesnil Onfroy, le Lieu Philippe, Brin d'Avoine, Carrefour aux Bœufs.
| Montrabot, Saint-Germain-d'Elle (par un angle)             | Montrabot   | Montrabot, Sallen (Calvados)      |
| Rouxeville (comm. nouv. de Saint-Jean-d'Elle), Lamberville | Vidouville  | La Vacquerie (Calvados)           |
| Lamberville                                                | Lamberville | La Vacquerie (Calvados), Biéville |

## Toponymie
Le toponyme Vidouville est issu d'un anthroponyme germanique et du latin villa, « domaine rural » ; Widulf Villa c'est-à-dire le « domaine de Widulf ».
Le gentilé est Vidouvillais.

### Micro-toponymie
La Hogue est un toponyme scandinave, Haugr (« hauteur » en norrois).
Le Mesnil Onfroy est d'origine scandinave (la demeure de Onfroy). Onfroy est la francisation du nom norrois Ansfrid.
Pont Youf (ancienne graphie : Pontiouf) accueillait un prieuré de la paroisse de Montrabot au XIIe siècle. À l'origine, ce pont appartenait à un certain youf, francisation de Ulf (nom norrois signifiant « loup »).
Les autres hameaux en Y-erie, Y-ière, le Y sont des constructions récentes. Ils désignaient la propriété/ferme de la famille Y. le Biot = ferme des Biot ; les Orailles = ferme des Oraille ; Lieu Philippe = ferme des Philippe ; Bigotière = ferme des Bigot.

## Histoire
Le 1er janvier 2016, Vidouville intègre avec quatre autres communes la commune de Saint-Jean-d'Elle créée sous le régime juridique des communes nouvelles instauré par la loi no 2010-1563 du 16 décembre 2010 de réforme des collectivités territoriales. Les communes de Notre-Dame-d'Elle, Précorbin, Rouxeville, Saint-Jean-des-Baisants et Vidouville deviennent des communes déléguées et Saint-Jean-des-Baisants est le chef-lieu de la commune nouvelle.

## Politique et administration
| Période                                                                                            | Période       | Identité                 | Étiquette | Qualité         |
| -------------------------------------------------------------------------------------------------- | ------------- | ------------------------ | --------- | --------------- |
| 1793                                                                                               | 1795          | François Bion            |           | Officier public |
| 1795                                                                                               | 1797          | Robert Denize            |           |                 |
| 1797                                                                                               | 1797          | Jean Ledain              |           |                 |
| 1797                                                                                               | 1800          | René Hébert              |           |                 |
| 1800                                                                                               | 1801          | Pierre Val               |           |                 |
| 1801                                                                                               | 1809          | Henry Lepeltier          |           |                 |
| 1809                                                                                               | 1812          | Jacques Le Peltier       |           |                 |
| 1813                                                                                               | 1815          | Paul Dubois des Orailles |           |                 |
| 1815                                                                                               | 1815          | Henry Lepeltier          |           |                 |
| 1815                                                                                               | 1817          | Paul Dubois des Orailles |           |                 |
| 1817                                                                                               | 1823          | Henry Lepeltier          |           |                 |
| 1823                                                                                               | 1830          | Jacques Bésiers          |           |                 |
| 1830                                                                                               | 1831          | Philippe Sellier         |           |                 |
| 1832                                                                                               | 1834          | Jacques Lenauld          |           |                 |
| 1835                                                                                               | 1843          | Philippe Sellier         |           |                 |
| 1844                                                                                               | 1878          | Pierre Jean Guernier     |           |                 |
| 1879                                                                                               | 1891          | Pierre François Guernier |           |                 |
| 1891                                                                                               | 1910          | Félix Defaudais          |           |                 |
| 1910                                                                                               | 1925          | Dominique Guernier       |           |                 |
| 1925                                                                                               | 1933          | Albert Patin             |           |                 |
| 1933                                                                                               | 1942          | Georges Guernier         |           |                 |
| 1942                                                                                               | 1944          | Jules Pain               |           |                 |
| 1944                                                                                               | 1948          | Henri Lemasson           |           |                 |
| 1948                                                                                               | 1958          | Albert Delangle          | SE        | Agriculteur     |
| 1959                                                                                               | 1965          | Jules Desplanques        |           |                 |
| 1965                                                                                               | 1989          | Raymond Laurent          |           |                 |
| 1989                                                                                               | mars 2014     | François Divrande        | SE        |                 |
| mars 2014                                                                                          | décembre 2015 | Pascal Divrande          | SE        | Agriculteur     |
| Une partie des données est issue d'une liste établie par Jean Pouëssel, M. Leplatois et la mairie. |               |                          |           |                 |

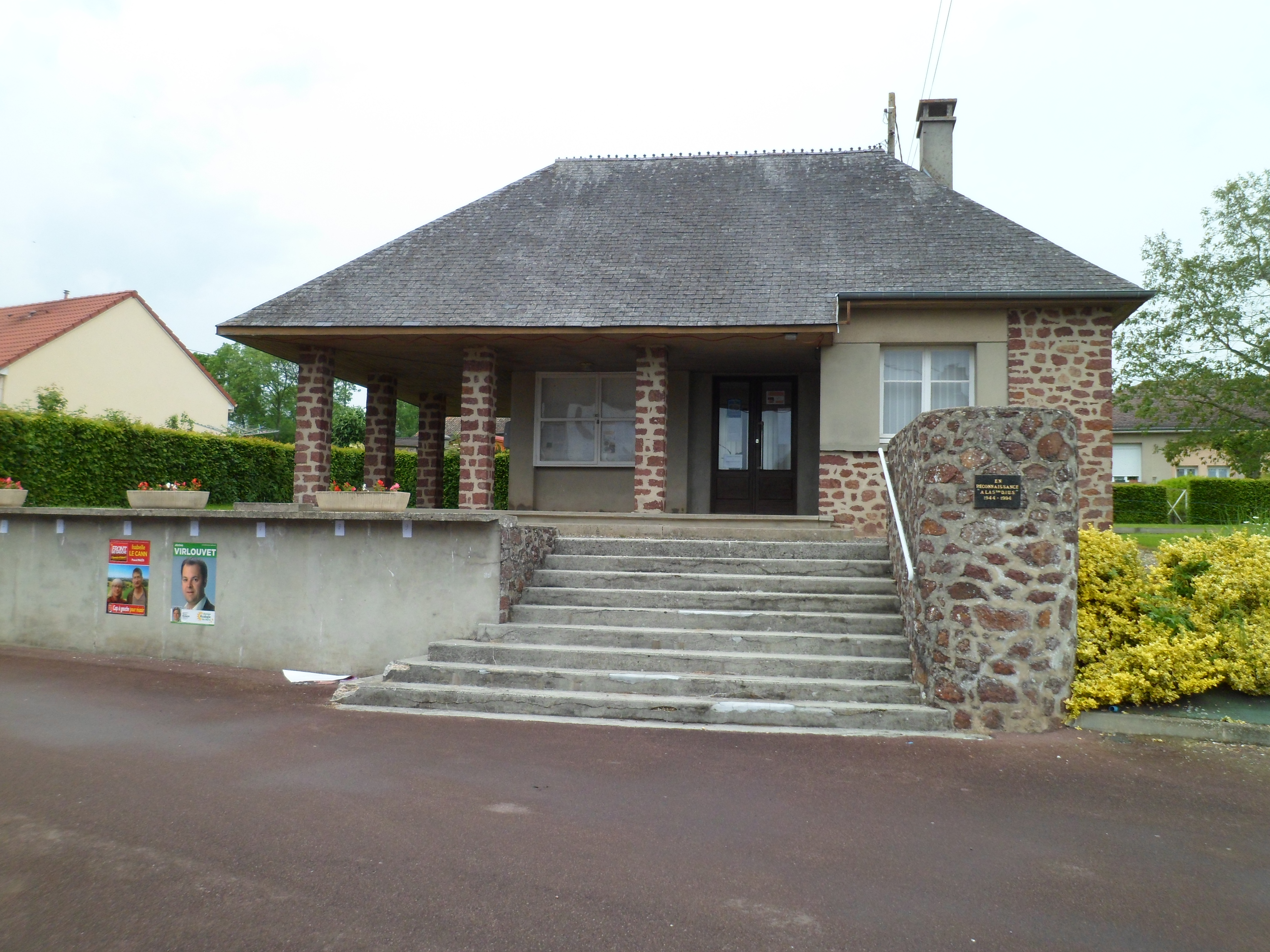
La mairie.

Le conseil municipal était composé de onze membres dont le maire et deux adjoints. Ces conseillers intègrent au complet le conseil municipal de Saint-Jean-d'Elle le 1er janvier 2016 jusqu'en 2020 et Pascal Divrande devient maire délégué.
| Période      | Période  | Identité        | Étiquette | Qualité                    |
| ------------ | -------- | --------------- | --------- | -------------------------- |
| janvier 2016 | mai 2020 | Pascal Divrande | SE        | Agriculteur                |
| mai 2020     | En cours | Magali Normand  | SE        | Ingénieure informaticienne |

## Démographie
En 2021, la commune comptait 142 habitants. Depuis 2004, les enquêtes de recensement dans les communes de moins de 10 000 habitants ont lieu tous les cinq ans (en 2006, 2011, 2016, etc. pour Vidouville) et les chiffres de population municipale légale des autres années sont des estimations.
Au premier recensement républicain, en 1793, Vidouville comptait 393 habitants, population jamais atteinte depuis.
| 1793 | 1800 | 1806 | 1821 | 1831 | 1836 | 1841 | 1846 | 1851 |
| ---- | ---- | ---- | ---- | ---- | ---- | ---- | ---- | ---- |
| 393  | 346  | 389  | 388  | 381  | 352  | 326  | 315  | 323  |

| 1856 | 1861 | 1866 | 1872 | 1876 | 1881 | 1886 | 1891 | 1896 |
| ---- | ---- | ---- | ---- | ---- | ---- | ---- | ---- | ---- |
| 305  | 303  | 293  | 289  | 277  | 270  | 233  | 237  | 243  |

| 1901 | 1906 | 1911 | 1921 | 1926 | 1931 | 1936 | 1946 | 1954 |
| ---- | ---- | ---- | ---- | ---- | ---- | ---- | ---- | ---- |
| 234  | 235  | 227  | 193  | 166  | 193  | 192  | 165  | 174  |

| 1962 | 1968 | 1975 | 1982 | 1990 | 1999 | 2006 | 2011 | 2016 |
| ---- | ---- | ---- | ---- | ---- | ---- | ---- | ---- | ---- |
| 156  | 141  | 113  | 120  | 111  | 116  | 117  | 134  | 134  |

| 2019 | - | - | - | - | - | - | - | - |
| ---- | - | - | - | - | - | - | - | - |
| 140  | - | - | - | - | - | - | - | - |

## Lieux et monuments
- Église Saint-Pierre des XIVe, XVIIIe – XIXe siècles composée d'une nef et d'un clocher-porche en façade. Elle abrite une statue de saint Pierre en bois du XVIIIe, une verrière du XXe, un vitrail charité de saint Martin de P. Pasquier d'Amiens, commémorant l’accueil des réfugiés de Picardie en 1940.
- Croix de cimetière du XVIIIe siècle, calvaire du XIXe siècle.
- Vallon de la Drôme.

Pour mémoire
- Ancien prieuré du Pont-Youf qui était dédié à Notre-Dame et dépendait de l'abbaye bénédictine de Longues, près de Bayeux. Il fut vendu à la révolution comme bien national et sera détruit. il n'en subsiste qu'un blason[11].

## Personnalités liées à la commune
- Jacques François Crespin (Vidouville, 1824 - 1888), homme d'affaires et commerçant.